# My Mummy's Dead
"My Mummy's Dead" är sista låten på skivan John Lennon/Plastic Ono Band och skriven av John Lennon 1970. Det är en av tre låtar som John Lennon tillägnade sin mor Julia som dog när Lennon var 17 år. De övriga två låtarna är Julia och Mother.